# Ricardo González
Ricardo González, född den 13 oktober 1900 i Buenos Aires, död den 22 juni 1947 i Genua, var en argentinsk bobåkare. Han deltog vid olympiska vinterspelen i Sankt Moritz 1928. Hans lag kom på fjärde plats.